# Jacobaea abrotanifolia
Jacobaea abrotanifolia — вид рослин із родини айстрових (Asteraceae).

## Середовище проживання
Зростає у Європі (Албанія, Австрія, Болгарія, Словаччина, Німеччина, Ліхтенштейн, Греція, Італія, Польща, Румунія, Швейцарія, Україна, Словенія, Хорватія, Боснія і Герцеговина, Сербія та Косово, Чорногорія, Македонія).
В Україні росте підвид Jacobaea abrotanifolia subsp. carpathica (syn. Senecio carpaticus) на субальпійських луках – у Карпатах, спорадично.